# 多玛乡 (双湖县)
32°22′52″N 89°09′10″E / 32.381098°N 89.15287°E
多玛乡（藏語：རྡོ་དམར་），是中华人民共和国西藏自治区那曲市双湖县下辖的一个乡镇级行政单位。2013年起属双湖县，是双湖县政府所在地。

## 行政区划
多玛乡下辖以下地区：
仲鲁玛村、果根擦曲村、萨那沃村、拉加鲁玛村和嘠喀玛村。